# Olympische Sommerspiele 1984/Teilnehmer (Mauretanien)
| Gelbes Symbol für Goldmedaillen mit stilisierten Olympischen Ringen | Graues Symbol für Silbermedaillen mit stilisierten Olympischen Ringen | Braundes Symbol für Bronzemedaillen mit stilisierten Olympischen Ringen |
| ------------------------------------------------------------------- | --------------------------------------------------------------------- | ----------------------------------------------------------------------- |
| —                                                                   | —                                                                     | —                                                                       |

Mauretanien nahm an den Olympischen Sommerspielen 1984 in Los Angeles, USA, mit einer Delegation von zwei Sportlern (beide Männer) teil. Beide Sportler waren Ringer und es war zugleich die erste Teilnahme Mauretaniens an Olympischen Sommerspielen.

## Teilnehmer nach Sportarten

### Ringen
- Mamadou Diallo
Halbschwergewicht, Freistil: 2. Runde

- Oumar Samba Sy
Schwergewicht, Freistil: 1. Runde